# Ultimate Spider-Man: Total Mayhem
Ultimate Spider-Man: Total Mayhem (también conocido como Spider-Man: Total Mayhem) es un videojuego de beat 'em up para teléfonos móviles basado en la serie de cómics Ultimate Spider-Man de Brian Michael Bendis y Mark Bagley sobre el popular superhéroe de Marvel Comics Spider-Man, ambientado en el Universo Ultimate Marvel. Los gráficos están estilizados para que parezcan los de una historieta gracias a la tecnología cel shading y a la animación cinética del texto.  En la historia, seis peligrosos supervillanos escapan de la prisión de Triskelion. El Duende Verde utiliza partes del traje de Venom para crear soldados simbiontes mejorados con la fórmula genética de OZ. Spider-Man se enfrenta a sus enemigos jurados para evitar la destrucción de su ciudad natal, Nueva York.
Total Mayhem ha sido desarrollado y publicado por la empresa francesa Gameloft, que ya había creado anteriormente otro proyecto basado en Ultimate Spider-Man: Spider-Man: Toxic City (2009). El 1 de septiembre de 2010, salió a la venta en distribución digital para dispositivos móviles con sistemas operativos iOS y Symbian OS. En 2011, se adaptó a Android, Bada y Fire OS. Recibió reseñas mixtas, en su mayoría positivas en general. Algunos lo calificaron como «el mejor título de superhéroes para dispositivos móviles».

## Sistema de juego
Ultimate Spider-Man: Total Mayhem es un beat 'em up estilizado como un cómic gracias a la tecnología cel shading y la animación de texto en movimiento, en el que el jugador controla al superhéroe Spider-Man. Tiene cuatro niveles de dificultad: fácil, normal, difícil y «ultimate». La narración se desarrolla a través de escenas en las que no sólo hay ventanas de diálogo, sino también voces en off. Después de completarlo en su totalidad, se puede volver a jugar los episodios por separado con el traje negro simbiótico de Venom.
El movimiento se realiza mediante el joystick situado en la esquina izquierda de la pantalla táctil. Hay tres botones a la derecha: ataque, red y salto. Para superar los obstáculos —abismos, coches que bloquean las calles, etc.— no sólo hay que saltar, sino también balancearse en la tela de araña. Hay portadas de cómics repartidas por todos los escenarios, disponibles en la galería de arte del menú principal. Spider-Man puede interactuar con los elementos del entorno de diversas formas: agarrándose de postes, torres y cornisas, así como romper cajas, desde las que caen esferas verdes que aumentan la fuerza, la defensa y las habilidades especiales.
Debe sortear las trampas enemigas, liberar a los rehenes y derrotar a los rivales por el camino para completar la fase. Además de los habituales, hay jefes al final de algunas misiones, que pueden fotografiarse durante las batallas con la cámara. Los ataques estándar con brazos y piernas forman más de veinte combos; por ejemplo, Spider-Man puede enredar a sus oponentes en una telaraña, lanzarlos por los aires y derribarlos al suelo con una potente patada. La habilidad «sentido arácnido» permite esquivar los ataques enemigos: para utilizarla, se debe hacer clic en el icono del rayo que aparece en el momento del ataque, tras lo cual el protagonista esquivará a cámara lenta. El usuario tiene entonces la oportunidad de lanzar un contraataque. Sin embargo, esquivar reduce el medidor de energía especial, que se repone con cada enemigo derrotado; una vez que el medidor está lleno, tiene acceso a un superataque que golpea a todos los rivales normales en el campo de visión del superhéroe. El juego otorga una puntuación al final de cada fase para calcular el número de combos y el tiempo empleado en completarla, y reduce la puntuación en función del daño recibido.

## Trama

### Personajes y escenario
El juego está ambientado en el universo Ultimate Marvel, donde el alter ego de Spider-Man, Peter Parker, sigue siendo estudiante en el instituto Midtown. Durante su carrera como superhéroe, ya se ha enfrentado al jefe de la empresa de tecnología avanzada Oscorp, Norman Osborn y su alter ego Duende Verde, al científico loco Otto Octavius, cuyo cuerpo ha sido fusionado con seis extremidades cibernéticas, a su amigo de la infancia Eddie Brock y su traje simbiótico Venom, al mutante que controla la electricidad Electro, a otro Sandman y al dueño del exoesqueleto de alta tecnología Rhino.

### Historia
Mientras patrulla las calles de Nueva York, Spider-Man descubre el edificio humeante del Triskelion, una prisión para supervillanos especialmente peligrosos. Entonces rescata a una mujer de unos matones callejeros. En respuesta, ella lo llama «bicho raro» y huye. A través de la policía, Spiderman se entera de la existencia de un criminal que ha sembrado el caos en la ciudad. Resulta ser uno de sus viejos enemigos, Sandman. Tras derrotarlo, se convence de que el Triskelion se ha incendiado. En ese momento, casi es atropellado por un coche abandonado por Rhino. El superhéroe, precipitándose en su persecución, lo alcanza en el banco; la batalla entre ambos termina con la victoria de Spider-Man a la salida del edificio. Inmediatamente después, la última conversación policial sobre la explosión en la central eléctrica llega a oídos de éste. Detrás de este crimen se encuentra otro villano al que conoce, Electro, que pretende destruir todas las centrales eléctricas para desenergizar por completo la ciudad y convertirse en la encarnación viviente de la energía. Frustra su plan, pero la policía le dice que si continúa con su comportamiento de justiciero, será detenido por guardias robóticos desarrollados por la empresa Roxxon.
Mientras busca a otros superhumanos fugados, descubre que una sustancia simbiótica se ha extendido por las calles, convirtiendo a los ciudadanos en monstruos poseídos. La situación es aclarada por un agente de S.H.I.E.L.D.: los infiltrados de Roxxon intentaron mezclar el suero genético de OZ con Venom, pero el resultado de sus acciones ha sido una explosión que liberó a todos los prisioneros. Spider-Man acude al Ayuntamiento para rescatar a un equipo de investigadores de campo mientras destruye a los robots que le atacan. Luego procede a luchar contra monstruos por toda la ciudad y en un momento dado localiza a Venom. Eddie Brock se vuelve loco poco a poco debido al aumento del número de infectados y lo culpa de su tormento. El superhéroe le derrota dos veces en combate, y es llevado por agentes de S.H.I.E.L.D. Por ellos se entera de que Norman Osborn ha tomado el estadio de béisbol donde se encontraba el alcalde de la ciudad, prometer convertir a todos los rehenes en duendes si las autoridades no le ceden el control de Nueva York. Antes de dirigirse allí, Spiderman detiene al Dr. Octopus en su laboratorio.
En el estadio, se da cuenta de que Osborn ya ha convertido a la mayoría de los visitantes en duendes. Mientras libera a los rehenes, se enfrenta a un ejército de duendes, simbiontes, bandidos y robots, pero el Duende Verde escapa en persona. El superhéroe lo persigue por todo Manhattan antes de alcanzarlo en un helipuerto y derrotarlo en combate. Osborn es llevado por agentes de S.H.I.E.L.D., que le informan de que el Dr. Connors ha desarrollado un antídoto y pronto todos los habitantes volverán a la normalidad. A la mañana siguiente, la mujer a la que rescató antes se acerca a Spider-Man, que descansa en un banco, y, disculpándose por su comportamiento, le da las gracias por salvar la ciudad.

## Desarrollo y lanzamiento
Durante la feria de videojuegos E3 2010, Gameloft anunció un nuevo juego de Spider-Man para móviles iOS, basado en el popular cómic Ultimate Spider-Man. Un año antes, publicó otro basado en el universo Ultimate Marvel: Spider-Man: Toxic City. El proyecto se ha desarrollado para los nuevos dispositivos iPhone 4 y iPod touch de Apple. Al crear este título, los productores perseguían dos objetivos: mostrar vuelos espectaculares sobre la ciudad de Nueva York y batallas dinámicas en las que el superhéroe utiliza su fuerza sobrehumana. Poco antes del estreno, el 1 de septiembre de 2010, Gameloft lanzó en Internet un avance en línea. Ese mismo año, se puso a la venta para dispositivos móviles con el sistema operativo Symbian OS. En 2011, la empresa lo portó a Android, Bada y Fire OS.

## Recepción
Ultimate Spider-Man: Total Mayhem ha recibido valoraciones medias por parte de la crítica. En el recopilador Metacritic tiene 85 puntos de 100 posibles basados en diez reseñas, ocho de las cuales fueron positivas y dos mixtas. Tras su lanzamiento, encabezó la clasificación de aplicaciones más descargadas de la App Store en Estados Unidos, Italia, Hong Kong, Argentina, México, y ocupó el segundo puesto en Francia, España, Canadá y Rusia, y el tercero en el Reino Unido, Países Bajos y Bélgica. El año de estreno, Gameloft lo incluyó en su lista de proyectos con más de veinte millones de descargas totales.
Según Tracey Erickson, crítica de Pocket Gamer, los desarrolladores de Total Mayhem no sólo han sabido adaptar bien el cómic, sino que también han dado un ejemplo de cómo deberían ser los juegos de acción y aventuras para iPhone y iPod touch. Andrew Naswadba de AppSpy, menciona entre los puntos fuertes del proyecto un sistema de combate fluido, numerosos combos, bellos gráficos y animaciones, así como niveles y combates contra jefes bien diseñados. El reseñante de Jeuxvideo.com alabó no sólo la calidad del modelo de Spider-Man, sino también su voz en off, que resaltaba bien el sentido del humor del superhéroe; también le gustó la música, que iba bien con la acción que se desarrollaba en pantalla. El consejo editorial de The Washington Post recomendó el proyecto de Gameloft a todos los aficionados a los títulos de superhéroes para móviles. En su reseña para IGN, Levi Buchanan lo definió no sólo como «el mejor videojuego de superhéroes para dispositivos móviles», sino también como «uno de los mejores de la App Store» en el momento de su lanzamiento.
Por otro lado, GamesRadar consideró que la mayoría de los chistes de Spider-Man eran infructuosos y que la voz de su actor de doblaje era «demasiado nasal, incluso para un Peter Parker tranquilo»; citó los controles poco sensibles, concretamente la sensibilidad del joystick, como su principal inconveniente. Kristan Reed de Eurogamer compartió su opinión sobre los controles que presenta, y también reprochó las «molestas» batallas contra jefes, en particular la lucha contra Rhino. Jasmine Smith de VideoGamer.com lamentó los repetitivos «pasillos lineales con un montón de matones, al final de los cuales aparece un siniestro jefe». A pesar de las críticas positivas en general, Jeuxpo.com se mostró decepcionado por su corta duración y su «dificultad bastante baja».